# マッスル力也
マッスル 力也（マッスル りきや、1965年7月6日 - ）は、日本の俳優、DJ。
　浅草生まれ　蟹座　O型
　サイズ　身長　180センチ　体重110kg
　ドローン国家資格　一等無人航空機操縦士
　映像クリエーター　【Muscle films】

## 経歴
東京都新小岩出身。血液型はO型。

### 出演中番組（2025年現在）
毎週月曜ラジオ番組　「レインボータウンFMレギュラー番組」
　　　月曜　22:30~23:00　マッスル力也のなるほどぉ～ Monday！
　毎週水曜ラジオ番組　「市川うららFMレギュラー番組」
　　　水曜　19:00〜19:30 マッスル力也の超ビッグWednesday

### テレビアニメ
CX どうなってるの、答えてちょうだい
　スポーツナビゲーターとして6年コーナー出演

### 映画
「ウルトラマン」
「ブラッド」
「俺は出張撮影師」
「魔祓」
「お姉ちゃんは幽霊」

### バラエティ
テレ東 ものまねグランプリ出場優勝

### DJ
尾瀬片品村親善大使、全日本スキー&スノーボード選手権 総合演出 DJ
横浜 F マリノススタジアム DJ、ガーラ湯沢スノーリゾートDJ

### 声優
アニメ「おでんくん」なまずくん声優出演　「アイランド」

### ナレーション
MXTV 東京都知事杯 「セブンクロスTOKYO」大会MC &番組ナレーション

### イベント主催
JVGA 日本バーチャル協会主催　バーチャルゴルフ大会イベント演出 &MC
ブライダルプロデュース1500組　演出 &司会